# رومئو کولینا
رومئو کولینا (ایتالیایی: Romeo Collina؛ زادهٔ ۷ ژوئن ۱۹۵۳) بازیکن واترپلو اهل ایتالیا بود. وی در بازی‌های المپیک تابستانی ۱۹۸۰ و ۱۹۸۴ شرکت کرده‌است.